# フランスのマルタ占領
フランスのマルタ征服では、フランス革命戦争中の1798年6月に、フランス第一共和政の将軍ナポレオン・ボナパルトが聖ヨハネ騎士団領のマルタ島・ゴゾ島を制圧した戦役について述べる。
マルタ島に上陸したフランス軍に対し、当初は聖ヨハネ騎士団や武装したマルタ民兵が若干の抗戦を行ったものの、1日もたたないうちにフランス軍は首都ヴァレッタを含むマルタ諸島のほぼ全域（海岸沿いにある一部の強固な要塞を除く）を制圧した。聖ヨハネ騎士団は要塞に拠って抵抗を続けようとしたが、騎士団内のフランス人やマルタ住民の反発が大きくなり、最終的にフランス軍に降伏した。
これにより268年にわたる聖ヨハネ騎士団のマルタ支配は終焉を迎え、代わってフランスによる占領統治の時代が訪れた。しかし征服から数か月のうちに、フランスが施行した諸改革に反対する国民会議大隊の反乱が起きた。彼らはイギリスやナポリ、ポルトガルの支援を受けてフランス守備隊を包囲した。二年にわたる包囲戦の末に、1800年にフランス守備隊はイギリス軍に降伏した。これによりマルタはイギリスの保護国となり、164年間にわたりその支配下に置かれることになる。

## 背景

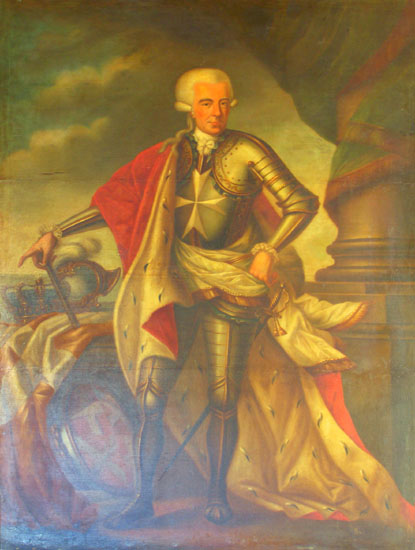
マルタを統治した最後の聖ヨハネ騎士団総長フェルディナント・フォン・ホンペシュ・ツー・ボルハイム

長年にわたり地中海でイスラム教徒との戦いに投じ続けてきた聖ヨハネ騎士団であったが、18世紀にもなるとその活動は時代遅れとなり、衰退の一途をたどっていた。騎士団は団員の大部分の出身地であるフランスに依存するようになった。しかしフランス革命の勃発により後ろ盾を失い、1792年には深刻な財政難に陥った。同時に革命フランスをはじめとしたヨーロッパの諸大国は、地中海の中央に位置しヨーロッパ最強を誇る要塞群を擁するマルタを、極めて重要な戦略拠点として欲していた。
1898年3月、騎士団はフランスが地中海沿いのトゥーロンに海軍を集結させているという情報を受け取った。しかし総長フェルディナント・フォン・ホンペシュ・ツー・ボルハイムらは、このフランス艦隊はポルトガルやアイルランドに侵攻するためのものであると信じており、マルタに危機が迫っているとは考えなかった。ホルンペシュは6月4日になってフランス軍がマルタに侵攻する旨を通告されたとされているが、この文書の真正性については疑問視する説もある。

## フランス軍の侵攻

### 6月6日–9日: フランス艦隊の到来と最終通告
1798年6月6日、ゴゾ島沖にフランス艦隊が目撃された。ホンペシュは戦争評議会を招集し、民兵を召集した。マルタの戦士と民兵は騎士団員の指揮の下、ヴァレッタ、フロリアーナ、ビルグ、セングレア、コスピクアといったグランド・ハーバー沿いの要塞都市を防衛することになっていた。その他の集落や海岸線でも地元の民兵と少数の騎士団海軍の騎士が守りを固めた。
フランス艦隊では、上陸とマルタ占領の準備が進められていた。6月9日、司令官のナポレオン・ボナパルトは副官ジャン＝アンドシュ・ジュノーを総長ホンペシュの元に派遣し、フランス艦隊に給水を行う許可を求めた。ホンペシュは評議会に諮ったうえで、1度に4隻までのフランス艦の入港と給水を認めることにした。これは騎士団における、戦時にマルタの港に4隻以上のキリスト教国船が入港することを禁ずる伝統に沿った決定だった。
6月10日、ナポレオンはホンペシュに最終通告を送り付けた。ナポレオンは騎士団が多数のフランス艦の入港を拒絶したことに失望したとし、フランス軍の多勢ぶりを伝え抵抗は無益であると恫喝し、その上で戦闘を避けるためにホンペシュに協定の締結を持ちかけるという内容であった。またフランス軍は騎士団を敵とみなす一方で、マルタ人の宗教と慣習、財産を尊重する、とされていた。

### 6月10日: フランス軍の上陸と初期の抵抗
6月10日朝、フランス軍はマルタ島のセント・ポールズ・ベイ、センジュリアン、マルサシロクと、ゴゾ島のラムラ・ベイという計4か所から同時に上陸を始めた。

#### セント・ポールズ・ベイ上陸
マルタ北部のセント・ポールズ・ベイに上陸したフランス軍の指揮官は、ルイ・バラゲイ・ディリエであった。マルタ側は若干の抵抗を試みたものの、間もなく降伏を余儀なくされた。フランス軍はこの地域と近くのメリッハの要塞群を、一人の死者も出さず制圧した。マルタ側は騎士1人とマルタ人戦士1人が殺され、150人が捕虜となった。

#### マルサシロク上陸

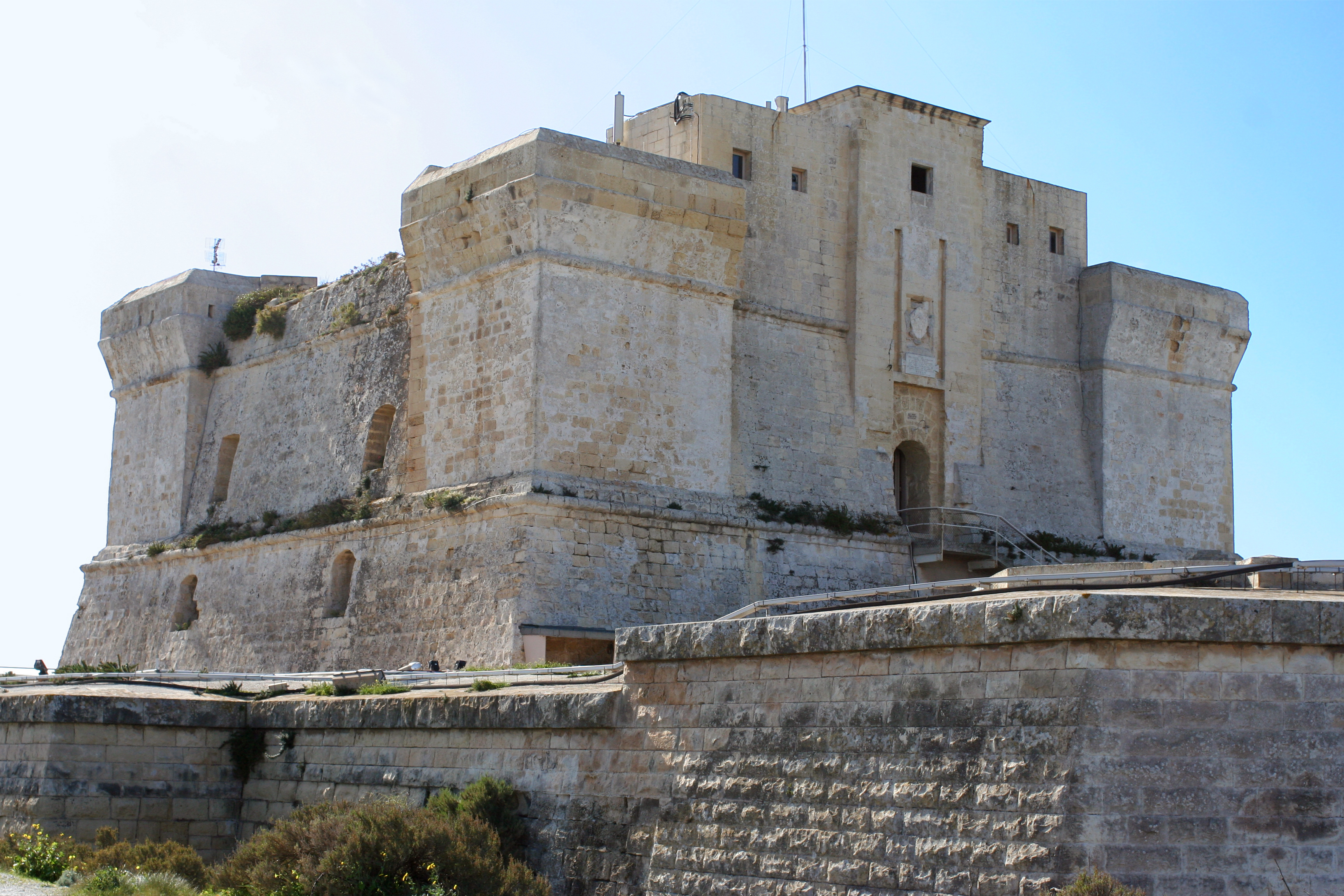
ロハン砦

マルタ南部の広大な海岸マルサシロクに上陸したのは、ルイ・シャルル・アントワーヌ・ドゼー率いる部隊だった。彼らも上陸に成功し、若干の抵抗を受けながらロハン砦を占領した。すると他の海岸線の要塞からもマルタ守備隊が撤退したため、フランス軍は抵抗なく残りの大部隊を上陸させることができた。

#### センジュリアン上陸とイムディーナ占領
クロード＝アンリ・ベルグラン・ド・ヴァーボワ率いる部隊は、センジュリアン周辺に上陸した。グランド・ハーバーから騎士団海軍のガレー1隻、ガレオット2隻、帆船1隻の艦隊が出撃してこれを阻止しようとしたが、フランス軍を止めることはできなかった。
第4軽歩兵連隊の3個大隊と、第19戦列歩兵連隊の2個大隊が上陸した。マルタ軍の数個中隊が形ばかりの抵抗をしたのち、ヴァレッタへ撤退した。フランス軍は後を追ってヴァレッタを包囲し、後からマルサシロクのドゼー隊も合流した。騎士団の守備隊は街の外に出撃して反撃し、フランス軍が後退するとそれを追った。しかし彼らは第19戦列歩兵連隊の1個大隊の奇襲を受け、混乱状態に陥った。そのうえでフランス軍が改めて全面的に押し寄せてきたため、守備隊は街の要塞に逃げ帰らざるを得なかった。守備隊の騎士団旗は、フランス軍に奪われた。
ヴァレッタ包囲中に、ヴァーボワは古都イムディーナにも部隊を差し向けた。守備隊はフランス軍上陸の際に既に撤退していた。「司教の宮殿」で開かれたイムディーナの評議会では抵抗は無駄だと判断され、住民の宗教、自由、財産が尊重されることを条件に降伏することに決した。12時ごろに交渉がまとまり、イムディーナはヴァーボワに降伏した。

#### ゴゾ島上陸と占領

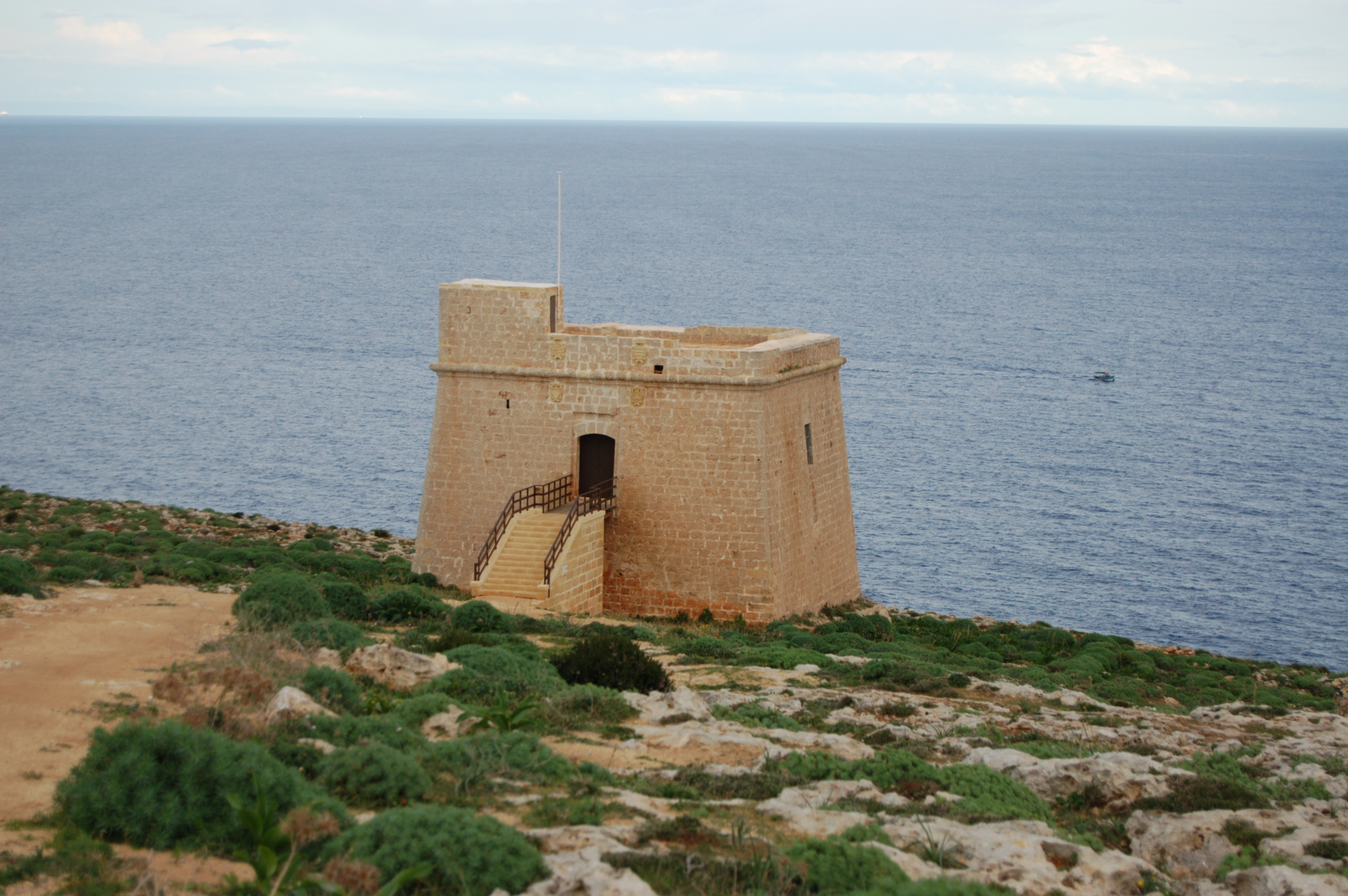
ソプ塔。このすぐ近くにフランス軍が上陸し、守備兵は若干の抵抗を見せた。

マルタ島の北西に位置するゴゾ島に上陸したのは、ジャン・レニエ率いる第3擲弾中隊と第95半旅団だった。Jean Urbain Fugièreもレニエに従っている。一方ゴゾ島を守る守備兵は2300人、うち300人が騎士団の正規兵（30人は騎士）、1200人が沿岸守備連隊、800人が民兵だった。
13時ごろ、ナドゥールにほど近く、ラムラ軽砲台とソプ塔の間に位置するRedum Kebir (マルタ語: Rdum il-Kbir)にフランス軍が上陸した。守備隊は発砲して応戦し、ラムラやソプの砲台も援護射撃した。対するフランス軍も砲台を砲撃し、激しい銃火にさらされながら高所を占拠することに成功した。ラムラの砲台は占領され、残りのフランス軍も上陸することができるようになった。フランス軍内では上陸時にベルトラン上級曹長らが戦死した。
レニエと第95半旅団の一部は、ゴゾ島の主海岸Mġarrにある島の司令部シャンブレー砦に向かい、マルタ島との連絡を絶とうとした。砦には周辺の村々から難民が押し寄せており、14時ごろにフランス軍に降伏した。半旅団の残りはシャーラを経由して、島の首都ラバトのチッタデッラ城に向かった。分遣隊がMarsalforn Towerを占領し、チッタデッラも日暮れごろに降伏した。フランス軍は大砲116門（うち44門がチッタデッラ、22門がシャンブレー、残りは他の沿岸諸要塞のもの）、多数のマスケット銃、それに小麦の倉庫3棟を獲得した。

### 6月10日-12日: グランド・ハーバーでの戦況

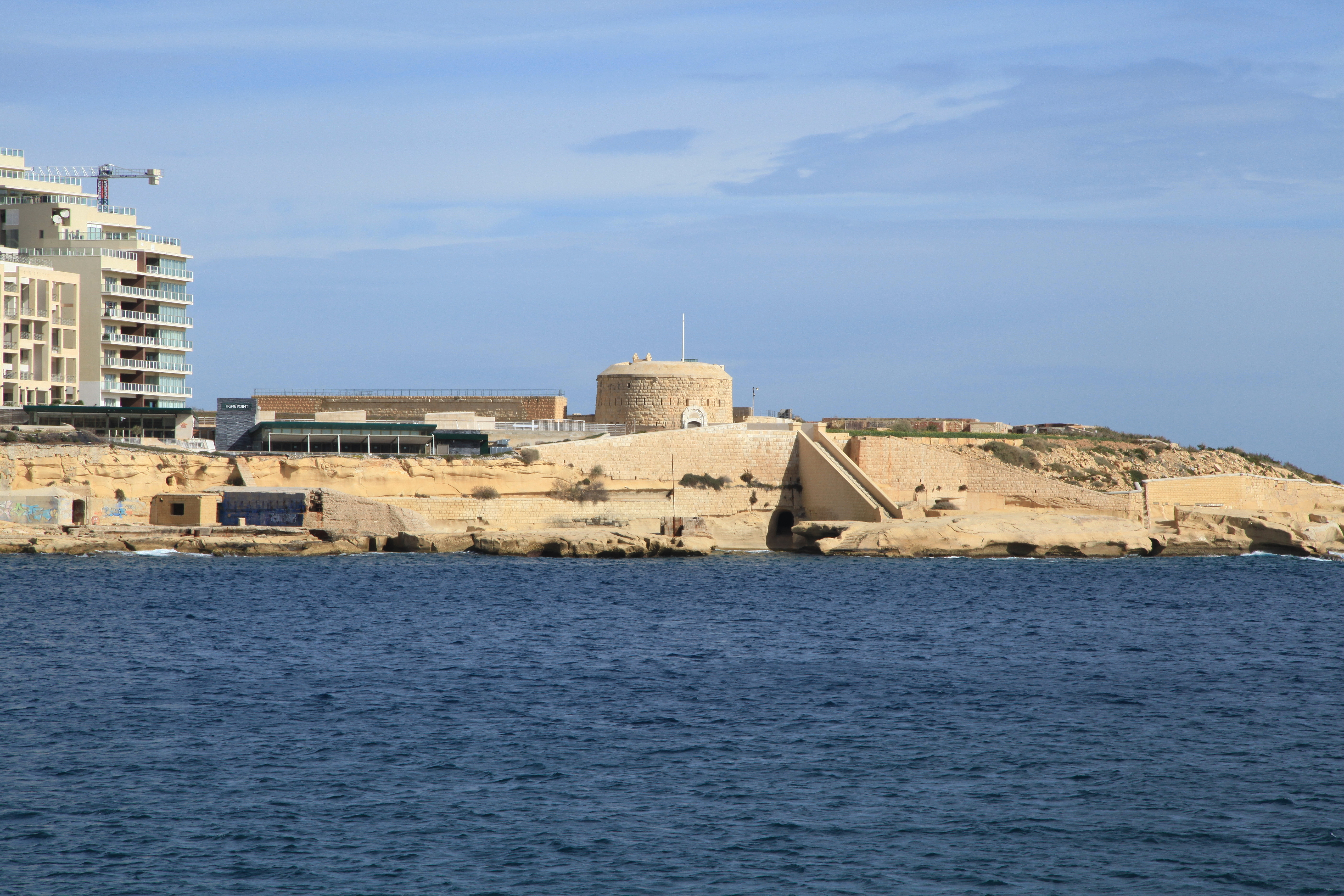
ティニエ砦。フランス軍に抵抗し、激しい砲撃を受けた。

フランス軍の上陸が成功すると、マルタの中枢グランド・ハーバー沿いのヴァレッタやコットネラには動揺と混乱、そして不満が広がった。総長と評議会、数名の騎士たちはヴァレッタのマルタ騎士団総長館にこもって協議を続けていた。聖職者たちは聖パウロの像を掲げて、慈悲を求める祈りを捧げながら練り歩いた。街中では、フランス軍侵攻への関与を疑われた2人のフランス人が殺された。奴隷の牢獄でも収監されていた囚人たちが恐怖にかられ、暴動を起こした。またコットネラでは2人の若い騎士が殺害される事件が起き、騎士団はマルタ人が騎士団に対し反乱を起こす恐怖にも駆られることになった。
街は親フランス派と反フランス派で真っ二つに割れた。騎士団内でも一部のフランス人団員は共和主義を学び、ナポレオンを支持していた。騎士団の指揮官の一人で財務長官も務めていたJean de Bosredon de Ransijatは、フランス軍と戦う意思がなく、個人的に中立の立場をとるなどという書簡をホンペシュ総長に送ったため、聖アンジェロ砦に投獄された。またナポレオンと和平を結ぶようホンペシュに圧力をかける団員もおり、マルタ人の代表も総長に停戦するよう陳情してきた。
一方、グランド・ハーバー沿岸の諸要塞はフランス軍への抵抗を続けていた。リカソリ砦とマノエル砦は何度も攻撃に耐え、騎士団が降伏するまで戦い抜いた。フランス軍は6月11日と12日にティニエ砦に繰り返し砲撃を仕掛けた。守備兵は防戦を続けたが、すでに水面下で騎士団幹部とフランス軍が交渉に入っていることを知らなかった。ティニエ砦は12日から13日にかけての夜に放棄され、間もなくフランス軍に占領された。

### 6月11日–12日: 和平交渉と降伏

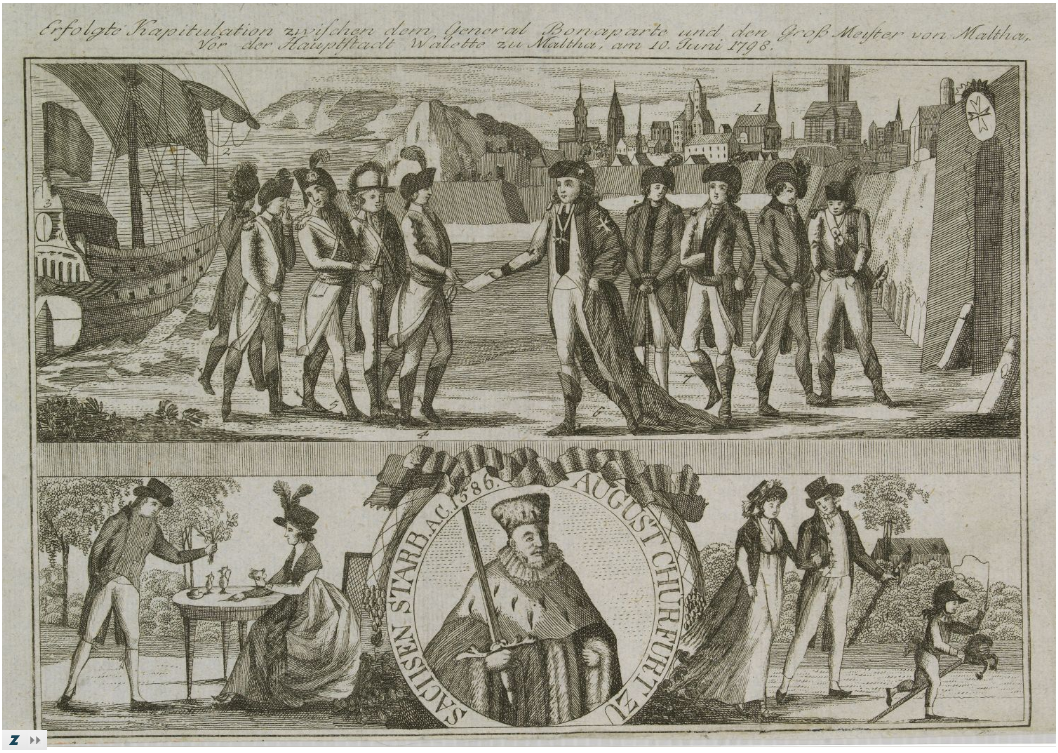
マルタのナポレオンへの降伏を描いたエングレービング

騎士団の評議会は、最終的に停戦を求めることに決めた。当初バタヴィア共和国領事ド・フレモーがフランス軍に書簡を届けることになったが、高齢だったため、代わりに部下のメランが、6月11日9時にフランス艦隊の旗艦ロリアンに停戦を求める書簡を届けた。彼はナポレオンから使者を送る旨の言質をとって帰還し、12時ごろにジュノー将軍が少数の代表団を率いてやってきた。彼の元には親フランス派の騎士が集まり、その中には投獄され間もなく脱走したRansijatもいた。
ホンペシュと評議会員は代表団を受け入れ、交渉のために24時間の休戦を結ぶとともに、交渉の続きをロリアン上で行うことに同意した。6月12日、ナポレオンと騎士団の代表団は、騎士団がヴァレッタと諸要塞を降伏させてマルタの支配権をフランスに譲る、という協定に署名した。フランス側は、総長に代償として公国を与えること、騎士やマルタ人の私有財産を尊重することを約束した。また総長やフランス人騎士には年金が与えられ、チザルピーナ、ローマ、リーグレ、ヘルヴェティア出身の騎士に対しても似たような年金を創設することが約束された。
また協定では、マノエル砦、ティニエ砦、聖アンジェロ砦、ビルグ要塞、セングレア要塞、サンタ・マルゲリータ・ライン、コットネラ・ラインといった要塞群は6月12日12時をもってフランス軍に降伏するものとされた。ヴァレッタ要塞、フロリアーナ・ライン、聖エルモ砦、リカソリ砦およびその他の要塞は、翌日の12時に降伏することになった。また聖ヨハネ騎士団海軍は、6月12日をもってフランス軍人に移管されることとされた。これに基づき、フランス軍は6月12日から13日の間にマルタ全域とその要塞の接収を完了した。フランス軍は騎士団が保有していた大砲1200門、マスケット銃4万丁、火薬1,500,000ポンド (680,000 kg)、戦列艦2隻、フリゲート艦1隻、ガレー船4隻を戦利品として獲得した。

## その後

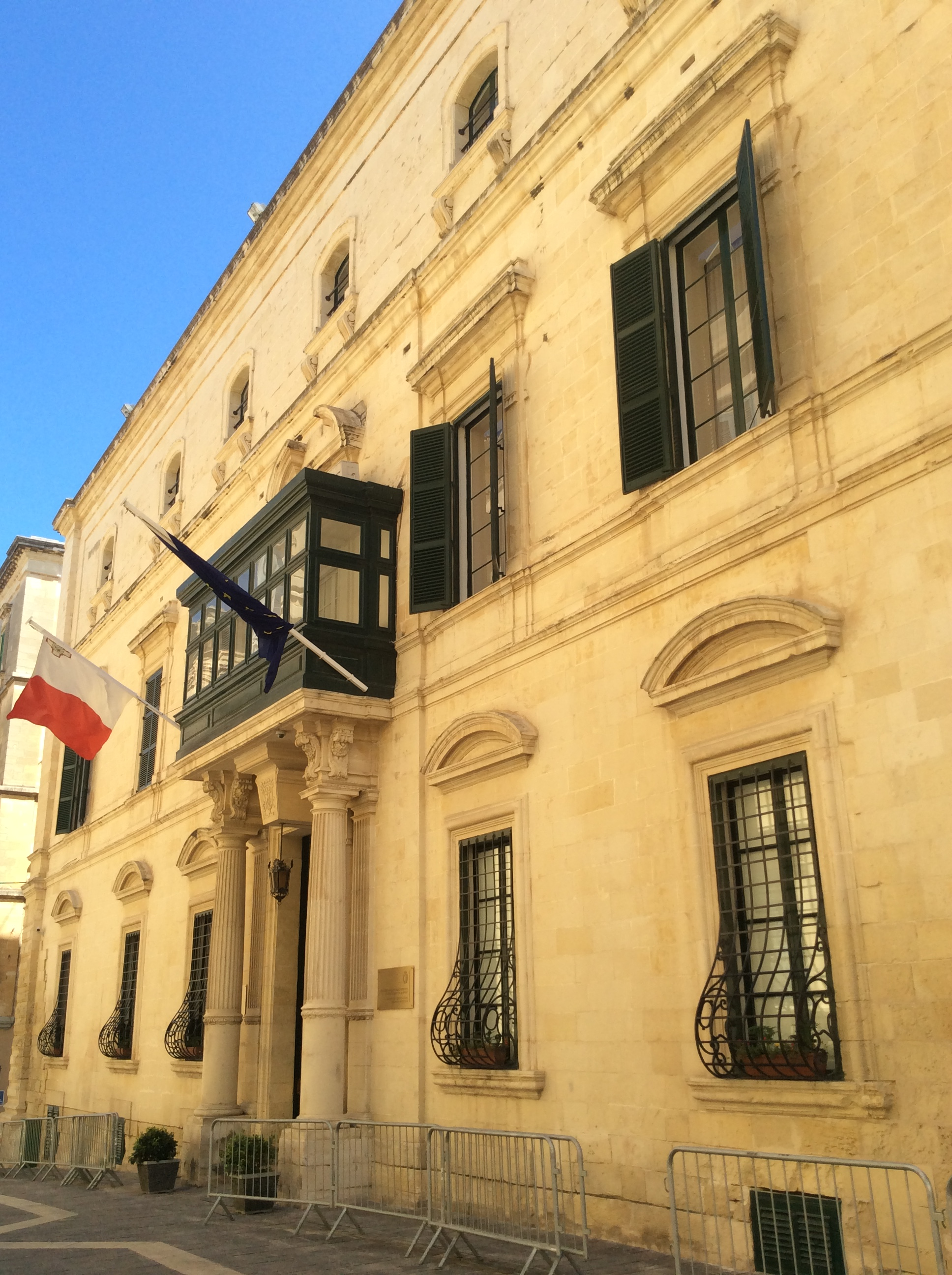
ヴァレッタのパラッツォ・パリジオ。マルタ征服後、ナポレオンが2日間滞在した。

マルタを征服したナポレオンは、6月13日にヴァレッタに上陸した。彼は島に6日間滞在し、最初の夜はBanca Giurataleで、その後パラッツォ・パリジオで過ごし、その後フランス軍と艦隊のほとんどはエジプト遠征に向かった。島の維持のためヴァーボア将軍と守備隊が残され、フランスによる支配体制が構築された。ナポレオンは短い滞在期間の間に、フランス共和国の理念をもとにした急進的な政治・社会改革をマルタにほどこしていった。
聖ヨハネ騎士団総長と騎士の大部分は、降伏した数日後に、聖遺物や聖像などの動産とともにマルタを後にした。騎士団は、ロシア皇帝パーヴェル1世に庇護されることになった。後にパーヴェル1世は数名の騎士の支持を受け、自ら聖ヨハネ騎士団総長を名乗ることになる。その後騎士団は徐々にマルタ騎士団へと発展していき、今日でも主権を持ち領土を持たない団体として存続している。
マルタ人の大部分は騎士団支配の終焉を喜び、フランスに好感を抱いていた。しかしフランス当局が騎士団の借金の肩代わりや年金の支給を拒否し、新税をかけ、教会の特権を制限する法を制定し教会を荒らすなどするに至り、マルタ人の対仏感情は一転した。3か月後、マルタ人は反乱を起こし、イギリスやナポリ、ポルトガルの支援を受けてマルタのほぼ全域からフランス勢力を駆逐した。ヴァレッタとコットネラのフランス守備隊は2年にわたり抵抗をつづけたものの、1800年にヴァーボワはイギリス軍に降伏した。この後マルタはイギリスの保護国となり、体制を変えつつ164年にわたりその支配に服することになった。